# Trollbeads
Trollbeads – firma produkująca ekskluzywną biżuterię, założona w 1976 w Danii. Trollbeads jako pierwsza firma jubilerska na świecie produkowała biżuterię składającą się z modułów (naszyjnik, bransoletka, koraliki), które użytkownik może łączyć w dowolny sposób, tworząc unikalne kompozycje.
Nazwa firmy odnosi się do pierwszego koralika, który przedstawiał twarz baśniowego gnoma.

## Historia firmy

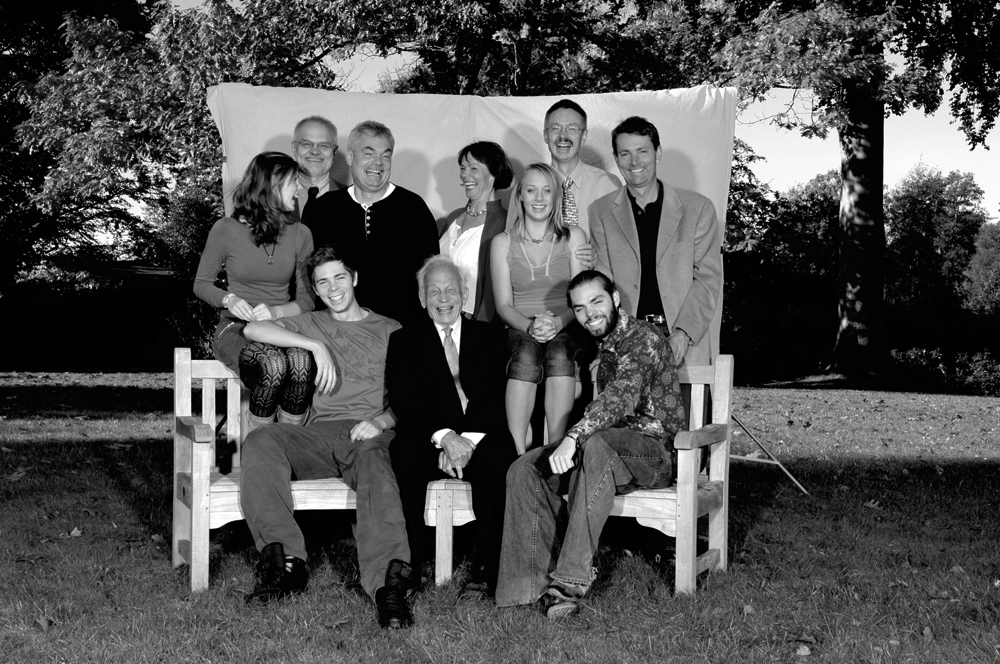
Rodzina Trollbeads

Trollbeads zostało założone w 1976 przez duńską projektantkę Lise Aagaard. Firma ta jako pierwsza rozpoczęła produkcję biżuterii modułowej, w której poszczególne elementy bransoletki (korale, zapięcia, łańcuszki) są wymienialne i sprzedawane osobno.
Pierwszy koralik został zaprojektowany przez duńskiego złotnika Sorena Nielsena (brata Lise Aagaard) w 1976 roku. Był to amulet z dziurą przechodzącą przez środek, który mógł być naciągnięty na skórzany rzemień. Początkowo koraliki były sprzedawane tylko w jednym sklepie mieszczącym się w Kopenhadze. Dopiero w 1987 r. powstał drugi punkt sprzedaży w mieście Lyngby. Ekspansja na cały świat rozpoczęła się pod koniec lat 90. Dziś biżuteria Trollbeads jest sprzedawana w prawie pięćdziesięciu krajach na całym świecie - zarówno w punktach stacjonarnych, a także przez Internet. Trollbeads posiada swoje punkty dystrybucji w następujących państwach: Argentyna, Australia, Belgia, Brazylia, Chile, Chiny, Cypr, Czechy, Dania, Estonia, Finlandia, Francja, Grecja, Grenlandia, Hiszpania, Holandia, Hongkong, Irlandia, Islandia, Japonia, Kanada, Karaiby, Liechtenstein, Litwa, Luksemburg, Łotwa, Makau, Malezja, Malta, Monaco, Mozambik, Namibia, Niemcy, Norwegia, Nowa Kaledonia, Nowa Zelandia, Polska, Portugalia, RPA, Szwajcaria, Szwecja, Tajwan, Urugwaj, USA, Wielka Brytania, Włochy, Wyspy Owcze, Zimbabwe, Zjednoczone Emiraty Arabskie.
W miarę jak koraliki stawały się coraz bardziej popularne, powiększała się także ich kolekcja i różnorodność. Zostały wprowadzone nowe materiały: złoto i perły. W latach 80. zaprojektowano nowe zapięcia, dające użytkownikom możliwość dodawania i zmieniania kolejności nawleczonych koralików. Przez kolejne lata stale zwiększała się kolekcja biżuterii Trollbeads, a nad nowymi elementami pracowali uznani na całym świecie projektanci. W 2001 r. do oferty Trollbeads zostały włączone ręcznie wytwarzane koraliki, których materiałem do produkcji jest szkło weneckie.

## Inspiracje
Każdy koralik Trollbeads posiada swoją symbolikę i historię. Inspiracje pochodzą z mitologii, astrologii, przyrody, kultury nordyckiej. Projekty przedstawiają też zwierzęta, mitologiczne postaci, trolle, często opierają się też na grze wyrazistych barw, a także na życiu codziennym i popkulturze (m.in. koraliki prezentujące Volkswagena "Garbusa", a także skrzynkę piwa Carlsberg.
Trollbeads zdobyło międzynarodowe uznanie artystyczne i były prezentowane m.in. na prestiżowych wystawach w Chicago i Nowym Jorku.

## Materiały, technika, innowacje
Przy tworzeniu Trollbeads łączy się tradycyjne i współczesne techniki produkcji. Stosowane materiały to: srebro próby 925, złoto 14k i 18k, szkło Murano, bursztyn, perły, a także kamienie szlachetne i półszlachetne. 
Metale - Złote i srebrne Trollbeadsy powstają przy pomocy metody gubionego wosku - "cire pedru". Ta istniejąca od 3000 lat technika umożliwia głównie dopracowanie detali i przeniesienie ich z formy wosku na metale szlachetne. 
Szkło - Koraliki szklane są robione ręcznie na otwartym płomieniu ("wound glass"). Kolekcje Trollbeads posiadają także koraliki tworzone ze szkła, metali oraz kryształów Swarowskiego. Firma jako pierwsza na świecie, wprowadziła technologię umożliwiającą łączenie nad płomieniem szkła i elementów złota lub srebra, bez uszkodzenia metali. 
Trollbeads prezentuje innowacyjne podejście do grawerunku, włączając ryt do designu koralika. Dodatkowo projektanci firmy opracowali specjalny system zapięć, który umożliwia zdejmowanie i dodawanie koralików bez żadnych narzędzi. Specjalna technika została opracowana także w przypadku odróbki pereł słodkowodnych. Zapoczątkował ją inżynier Per Kanto–Nielsen, wymyślając projekt maszyny wycinającej otwory w perłach bez uszkadzania ich powierzchni. Obecnie cały proces jest zautomatyzowany i umożliwia wycinanie w perłach otworów zgodnych ze średnicą bransoletek i łańcuszków.

## Społeczność Trollbeads
Firma dba o wspólną platformę współpracy między wszystkimi fanami biżuterii, jej dystrybutorami i sprzedawcami. W tym celu został stworzony portal Trollbeads Universe, na który składa się interaktywna strona internetowa oraz szereg eventów zachęcających fanów do współpracy w projektowaniu biżuterii. Najpopularniejsze z nich to:
- "Be Original" – internetowa społeczność fanów, w której prezentuje się zdjęcia i filmy dotyczące biżuterii Trollbeads.
- "People’s Bead" – doroczny konkurs, który kształtuje współpracę między projektantami firmy i klientami. Każdy może nadesłać projekt koralika. Z wielu propozycji zostanie wyłoniony jeden, który zostanie włączony do kolekcji Trollbeads, a jego projektant do grona artystów marki. Wybory dokonuje się w systemie dwustopniowym: 10 najlepszych prac wybierają doświadczeni projektanci Trollbeads, a na 1 najlepszy koralik głosują internauci. W konkursie People's Bead 2010 Po raz pierwszy wzięli udział także polscy miłośnicy Trollbeads. Jedną z 10 najlepszych prac był projekt polskiej artystki Magdaleny Jędrzejczak-Nalazek, przedstawiający symbolicznie macierzyństwo.